# Елена Циганелска
Елена Ценко Тодорова (Циганелска) е българска обществена деятелка, председател на „Добродетелно женско дружество“ в Лом – първото женско дружество по българските земи.

## Биография
Родена е в Свищов. През 1856 г. се омъжва за ломския търговец Цеко Тодоров. През 1857 г., заедно с Ангелина Кръстьо Пишуркова (съпруга на Кръстьо Пишурка), Стефания Коста Стаменова (негова сестра), Катерина Попенкова и Параскева Т. Атешкаикли, основава „Добродетелно женско дружество“ в Лом, като тя е избрана за председател. През август 1860 г. с нейна помощ и на Магдалена Павлова е построена сграда на Девическото училище в града.